# 35087 von Sydow
35087 von Sydow este o planetă minoră (asteroid) din centura de asteroizi. A fost descoperită pe 16 octombrie 1990 la Observatorul La Silla de Eric Walter Elst și a fost numită după Max von Sydow. 
Obiectul prezintă o orbită caracterizată de o semiaxă mare de 1,9324866 UAi, o excentricitate de 0,09, o înclinație de 21,24268 ° în raport cu ecliptica.